# Rata traginera americana
La rata traginera americana (Neotoma cinerea) és una espècie de rosegador de la família dels cricètids. Viu al Canadà i els Estats Units. Es tracta d'un animal majoritàriament nocturn que s'alimenta de vegetació variada. Ocupa diversos hàbitats que van des dels boscos fins als deserts oberts. És una espècie en risc mínim, és a dir, no sembla que hi hagi cap amenaça significativa per a la seva supervivència. El seu nom específic, cinerea, significa ‘cendrosa’ en llatí.